# Don't Explain (альбом Бет Гарт та Джо Бонамасси)
Don't Explain — альбом каверів записаний американською співачкою Бет Гарт і блюз-роковим гітаристом Джо Бонамассою 2011 року.
У 2010 році Бет Гарт виступила на фестивалі Blue Balls у Люцерні, Швейцарія. Джо Бонамасса, який виступав після неї, був вражений її виступом, і за рік вони записали свій перший спільний альбом — Don't Explain.

## Доріжки
| #     | Назва                             | Автор                                        | Первинний виконавець             | Тривалість |
| ----- | --------------------------------- | -------------------------------------------- | -------------------------------- | ---------- |
| 1.    | «Sinner's Prayer»                 | Лоуелл Фулсон, Ллойд Гленн                   | Рей Чарлз                        | 4:27       |
| 2.    | «Chocolate Jesus»                 | Том Вейтс, Кетлін Бреннан                    | Том Вейтс                        | 2:39       |
| 3.    | «Your Heart Is As Black As Night» | Мелоді Гардо                                 | Мелоді Гардо                     | 5:00       |
| 4.    | «For My Friend»                   | Білл Візерс                                  | Білл Візерс                      | 4:11       |
| 5.    | «Don't Explain (пісня)»           | Біллі Голідей, Артур Герцог молодший         | Біллі Голідей                    | 4:34       |
| 6.    | «I'd Rather Go Blind»             | Етта Джеймс, Еллінгтон Джордан, Біллі Фостер | Етта Джеймс                      | 8:06       |
| 7.    | «Something's Got a Hold on Me»    | Етта Джеймс, Лерой Кіркленд, Перл Вудс       | Етта Джеймс                      | 6:05       |
| 8.    | «I'll Take Care of You»           | Брук Бентон                                  | Боббі Бленд                      | 5:13       |
| 9.    | «Well, Well»                      | Делані Брамлетт                              | Делані Брамлетт і Бонні Брамлетт | 3:42       |
| 10.   | «Ain't No Way»                    | Керолін Франклін                             | Арета Франклін                   | 6:47       |
| 50:44 |                                   |                                              |                                  |            |

## У чартах
| Чарти (2011)                                 | Найвище пололження |
| -------------------------------------------- | ------------------ |
| Австрія Austrian Albums (Ö3 Austria)         | 32                 |
| Данія Danish Albums (Hitlisten)              | 3                  |
| Нідерланди Dutch Albums (MegaCharts)         | 9                  |
| Франція French Albums (SNEP)                 | 90                 |
| Німеччина German Albums (Media Control)      | 17                 |
| Норвегія Norwegian Albums (VG-lista)         | 12                 |
| Швеція Swedish Albums (Sverigetopplistan)    | 25                 |
| Швейцарія Swiss Albums (Schweizer Hitparade) | 50                 |
| Велика Британія UK Albums (OCC)              | 22                 |
| Велика Британія UK Independent Albums (OCC)  | 4                  |
| США Billboard 200                            | 120                |
| США Independent Albums (Billboard)           | 22                 |
| США Top Blues Albums (Billboard)             | 3                  |
| США Top Rock Albums (Billboard)              | 32                 |

| Чарт (2011)         | Положення |
| ------------------- | --------- |
| Danish Albums Chart | 84        |

## Персонал
| Музиканти - Джо Бонамасса — гітара, вокал - Блонді Чаплін — гітара - Антон Фіг — барабани, перкусія - Бет Гарт — фортепіано, вокал, підписи - Кармін Рохас — бас-гітара - Арлан Шірбаум — клавіші | Продакшн - Лаура Гровер — підписи - Джаред Квітка — інженер - Джордж Маріно — мастеринг - Джеймс МакКаллах — інженер - Ванесса Парр — інженер - Майк Праєр — фотографія - Кевін Ширлі — мікшування, продюсер - Рой Вайсман — виконавчий продюсер - Гаян Райт — інженер |